# Hylotelephium subcapitatum
Hylotelephium subcapitatum är en fetbladsväxtart som först beskrevs av Bunzo Hayata, och fick sitt nu gällande namn av Hideaki Ohba. Hylotelephium subcapitatum ingår i släktet kärleksörter, och familjen fetbladsväxter. Inga underarter finns listade i Catalogue of Life.